# 鹰击18反舰导弹
鹰击18反舰导弹（YJ-18，北约代号CH-SS-NX-13）是中华人民共和国研制的一种超音速飞航式反舰导弹。鹰击18是国家工程重大型号。为中国海军研制新的一代通用化反舰武器，发射平台有舰载、潜射、岸基。
鹰击18反舰导弹以俄制「口徑」3M-54E反舰导弹为蓝本仿製的反舰导弹谱系，采用与俄制俱乐部导弹相同的亚音速与超音速结合的双速制飞行/突防方式，鹰击18反舰导弹在巡航阶段采用亚音速飞行模式以提高射程；末端攻击段转换为3马赫超音速突防以减少敌方的反应时间。这种设计兼顾了亚音速导弹射程与超音速导弹突防速度这两方面优势，使得导弹在保证末端高速攻击的同时，最大射程达到了600公里级别，且潜射版射程不会比舰射版缩减，射程达到656公里。

## 沿革

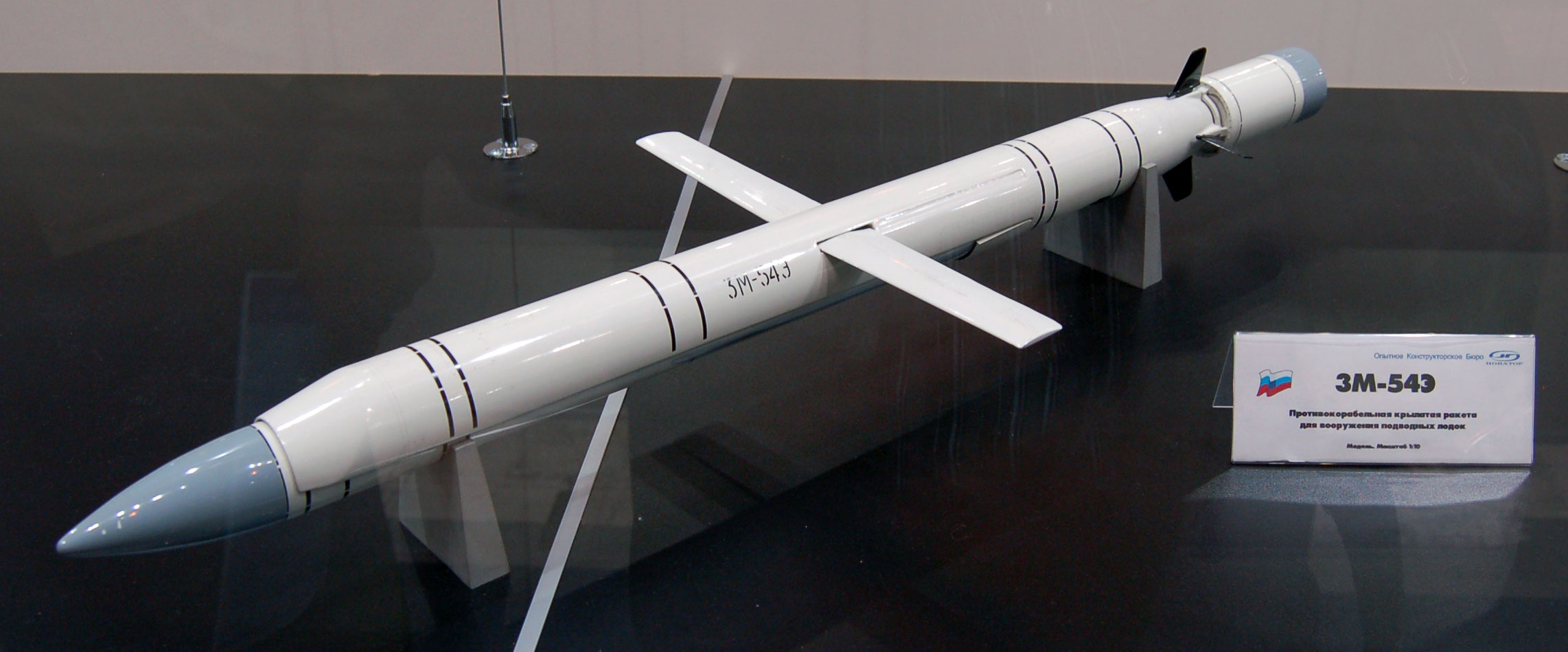
3M-54E“俱樂部”(Klub)

2002年中国由俄罗斯订购基洛级（KILO）636型潜艇时配套引进了“俱乐部”-S潜射型3M-54E反舰导弹 。鹰击18导弹仿造和引进“俱乐部”导弹基本上是同步的，由中国航天科工三院开始仿造，型号总设计师朱坤，历经14年于2016年仿造成功。
鹰击-18导弹从外形上来看与俄制3M-54E导弹相同，但射程不同。潜舰型号采用水下有动力有控发射方案，是中国的第一型水下点火导弹。
2013年英国简氏防务周刊援引未经官方证实的消息报道，中国正在研制鹰击-18反舰导弹。
2014年央视新闻“新型导弹参加实兵实弹演习”的报道中出现了垂直发射新型的反舰导弹的画面，有分析认为是鹰击-18官方首次曝光。
2017年度中国国家科学技术进步奖有一项特等奖因涉密未正式对外公布，外界推测该获奖项目“某型潜舰导弹武器系统”即为潜射型鹰击18反舰导弹。

## 概貌
鹰击18反舰导弹外形采用分体结构，由超音速攻击模块和巡航运载模块二级组成，超音速攻击模块采用圆柱形弹体，锥形头部，带末端主动雷达制导装置、300千克级战斗部和固体燃料火箭发动机，前部弹体可以看作是一个独立的“小导弹”；巡航运载模块可以看成超音速攻击模块运载器，前半段是半圆形结构，以半埋方式容纳超音速攻击模块，还容纳一对折叠弹翼，后半段有燃料和涡喷发动机，尾部呈"十"字形布置尾翼。
鹰击-18反舰导弹基本气动布局与3M54E相同，两型导弹外观上最明显的识别特征是收放式平直弹翼，3M54E的矩形翼尖不同于鹰击-18的椭圆形翼尖。
鹰击18反舰导弹使用火箭助推器用于从垂直发射装置内发射，导弹升空后助推段被抛离，巡航用涡喷发动机开始工作，在巡航阶段以0.8马赫的速度进行长距离巡航；导弹接近目标飞抵距目标20海里时，抛掉巡航运载模块，火箭发动机开始工作，末端突防/攻击段能加速至3倍音速，首创随海况自适应超低空掠海飞行技术 ，增加目标拦截难度。导弹采用末段主动雷达制导方式，可利用数据链对导弹进行弹道修正。抗干扰能力能在复杂的电磁环境下依然保持较高的命中率。
鹰击18反舰导弹舰载型尺寸可以装进中国海军标准的直径850毫米的舰载通用垂直发射单元。入役正式装备在中国海军052D型驱逐舰和055型驱逐舰上。
2019年10月1日，8辆鹰击-18反舰导弹运载车参加了中华人民共和国国庆70周年阅兵首次公开亮相。

### 鹰击-18A
鹰击-18A是在鹰击18反舰导弹基础上发展的潜射型号，主要针对水下发射对导弹进行适应性改进，可以从潜艇的鱼雷发射管中发射，带有运载器，采用水下点火水中姿态控制技术，具备360度全向攻击能力。鹰击18A已装备在中国海军的攻击潜艇上。
2018年1月，媒体报道：闭幕不久的2017年度国家科学技术奖励大会上，“鹰击-18”反舰导弹获得科技进步特等奖，并进一步透露：鹰击-18是一弹多能，可以反舰，可以攻陆，不仅可以搭载于水面舰艇，也能进行潜射，尤其是潜射型鹰击-18A，因为射程达到惊人的656公里，所以能对敌方水面舰艇构成巨大威慑力。
2019年10月1日，8辆鹰击-18A潜射导弹运载车参加了中华人民共和国国庆70周年阅兵首次公开亮相。

## 外部連結
- YJ-18 Eagle Strike CH-SS-NX-13 （页面存档备份，存于）